# Today's the Day (bài hát của Pink)
"Today's the Day" là một bài hát của nữ ca sĩ kiêm sáng tác người Mỹ Pink, sáng tác để làm ca khúc nhạc nền cho chương trình truyền hình The Ellen DeGeneres Show mùa thứ 13. Bài hát đồng sáng tác và sản xuất bởi Greg Kurstin. Bài hát được phát hành làm đĩa đơn chính thức trên các trang bán nhạc số từ ngày 10 tháng 9 năm 2015 dưới nhãn hiệu RCA Records và Warner Bros.
"Today's the Day" là một bài hát nhạc pop rock với ca từ nói về việc nữ ca sĩ muốn sống trọn vẹn một ngày hôm nay và không muốn ngày hôm nay kết thúc. Bài hát được khen vì kết hợp được những âm thanh rất đặc trưng của Pink với nguồn năng lượng tích cực từ The Ellen Degeneres Show.

## Biểu diễn trực tiếp
Pink biểu diễn bài hát trực tiếp ngày 10 tháng 9 năm 2015, trong tập mở đầu cho mùa thứ 13 của The Ellen DeGeneres Show. Chương trình truyền hình này trong tuần mở đầu đã được quay tại Thành phố New York.

## Thành tích xếp hạng
| Bảng xếp hạng (2015)                          | Vị trí cao nhất |
| --------------------------------------------- | --------------- |
| Áo (Ö3 Austria Top 40)                        | 53              |
| Bỉ (Ultratip Flanders)                        | 7               |
| Bỉ (Ultratip Wallonia)                        | 11              |
| Canada (Canadian Hot 100)                     | 42              |
| Canada AC (Billboard)                         | 21              |
| Canada Hot AC (Billboard)                     | 15              |
| Đức (GfK)                                     | 76              |
| Hungary (Rádiós Top 40)                       | 4               |
| Mỹ Bubbling Under Hot 100 Singles (Billboard) | 17              |
| Pháp (SNEP)                                   | 69              |
| Slovakia (Rádio Top 100)                      | 8               |
| Thụy Sĩ (Schweizer Hitparade)                 | 48              |
| Úc (ARIA)                                     | 11              |

## Chứng nhận
| Quốc gia                                                                           | Chứng nhận | Số đơn vị/doanh số chứng nhận |
| ---------------------------------------------------------------------------------- | ---------- | ----------------------------- |
| Úc (ARIA)                                                                          | Vàng       | 35.000^                       |
| * Chứng nhận dựa theo doanh số tiêu thụ. ^ Chứng nhận dựa theo doanh số nhập hàng. |            |                               |